# Průvodce vedených nebo hnaných zvířat

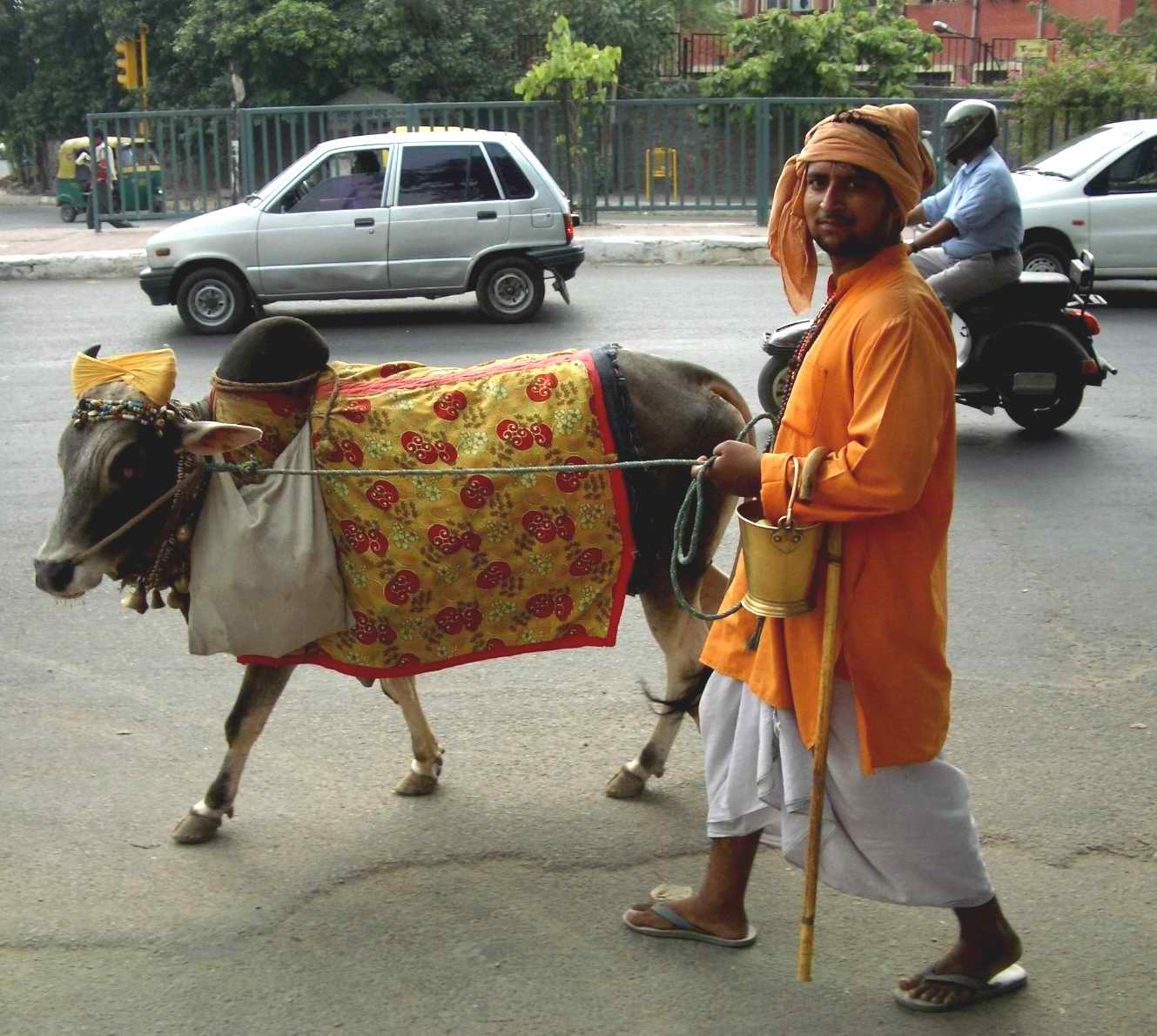
Průvodce zvířete v indické metropoli Dillí, 2004

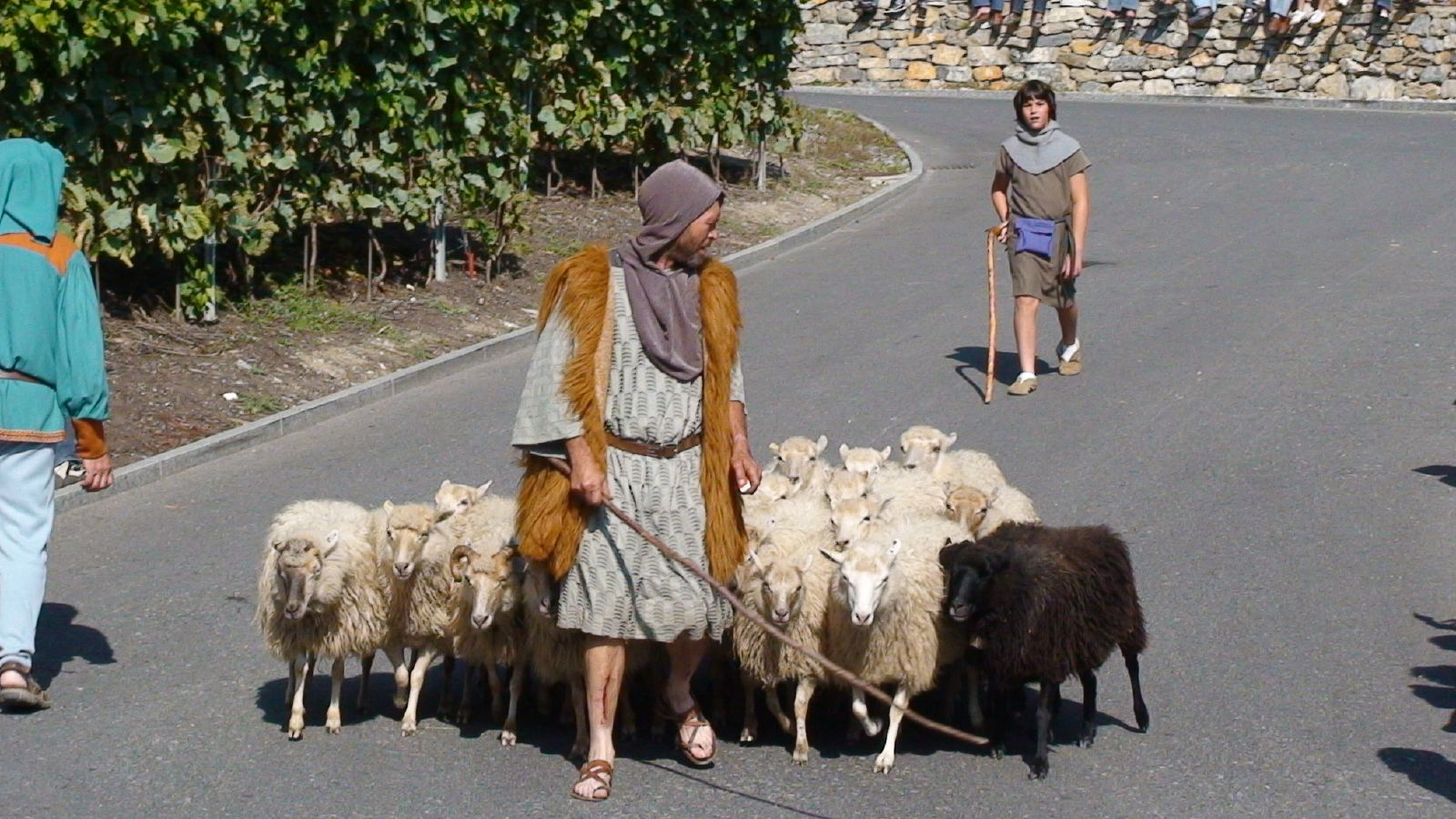
Pastevec v kostýmu při rekonstrukční akci ve Švýcarsku

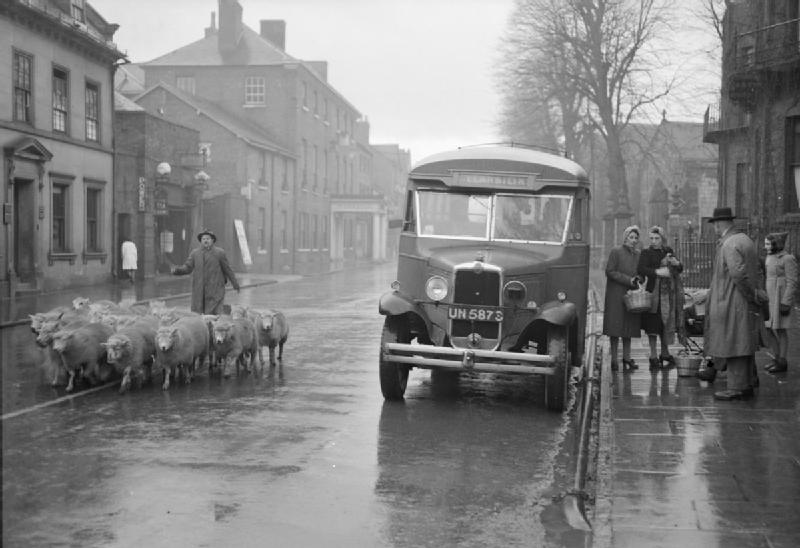
Průvodce se stádečkem ovcí obcházející autobus v anglickém městečku Oswestry u velšských hranic, 1944

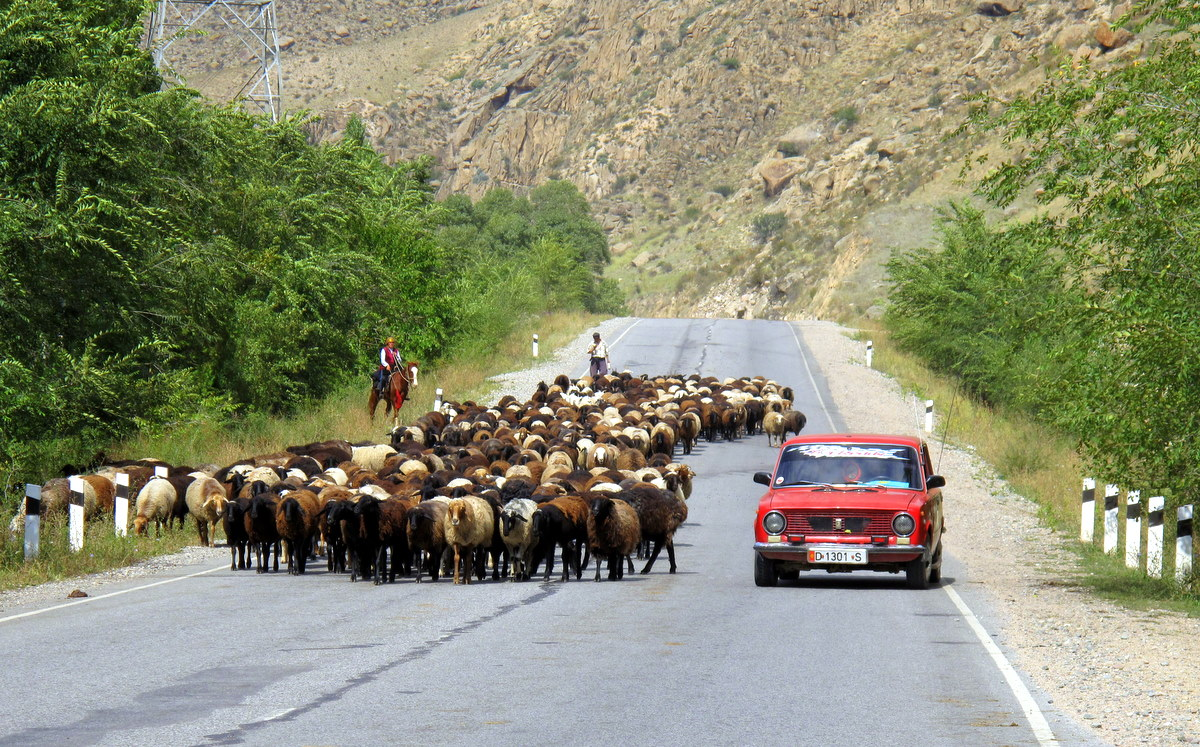
Automobil objíždí ovčí stádo na silnici v Kyrgyzstánu, 2009

Průvodce vedených nebo hnaných zvířat je v terminologii českých pravidel silničního provozu označení specifického typu účastníka provozu na pozemních komunikacích. Vztahují se na něj některé povinnosti řidiče. Průvodce hnaných zvířat se zvířaty je v některých situacích v postavení obdobném vozidlům.   

## Česká právní úprava

### Historie

#### 242/1939 Sb.
Protektorátní vládní nařízení 242/1939 Sb. ze dne 27. září 1939, o chování v silniční dopravě (dopravní řád silniční - d.ř.s.) věnoval vedeným a hnaným zvířatům část E, která obsahoval jediný paragraf, § 40. Vedeným zvířetem se rozumělo i zvíře, na kterém osoba jede, a osoba  ovládající zvířata v dopravě byla označována slovem „řidič“, v případě hnaného dobytka „honec“. 
Zvířata v dopravě musila míti způsobilého řidiče, který je může dostatečně ovládati. K jízdě a tahu na veřejných silnicích smělo se používati jen zvířat schopných použití k dopravě. Ukázalo-li se některé zvíře jako neschopné, zakázal dopravněpolicejní úřad jeho používání nebo jej učinil závislým na podmínkách. Při vedení koní a hnaní dobytka bylo jest bráti nutný ohled na ostatní dopravu. Dobytek směl býti hnán jen v jízdní dráze a musel býti doprovázen přiměřeným počtem způsobilých honců. Koně směli býti vedeni jen k sobě spřeženi; vždy na čtyři koně bylo jest třeba nejméně jednoho průvodce. 
Při hnaní a vedení dobytka za tmy nebo husté mlhy musily býti vpředu a vzadu neseny jasně hořící svítilny s bezbarvým nebo nažloutlým světlem. Při vedení koní stačila jedna svítilna.
Dopravněpolicejní úřad mohl honění dobytka a vodění koní na určitých silnicích, v určitých částech obce a za tmy nebo husté mlhy omeziti nebo zakázati všeobecným nařízením. Vyznačení takového nařízení postavením dopravní značky se nevyžadovalo.

#### Zákon 56/1950 Sb. a vládní nařízení 11/1951 Sb.
Zákon č. 56/1950 Sb., o provozu na veřejných silnicích, obsahoval oddíl čtvrtý (Používání zvířat v silničním provozu) s jediným paragrafem, § 15. Podle něj na veřejných silnicích lze hnáti nebo vésti zvířata, jen pokud se tím neohrožuje bezpečnost nebo plynulost silničního provozu, bezpečnost osob nebo majetku a pokud se tím neruší pořádek na veřejných silnicích nebo se tím silnice nepoškozují. Za stejných podmínek lze na veřejných silnicích používat zvířat k jízdě nebo k tahu.
Vládní nařízení 11/1951 Sb., jímž se provádí zákon o provozu na veřejných silnicích 56/1950 Sb., se vedením a hnaním zvířat nijak zvlášť nezabývalo. Pouze v § 10 (povinnosti držitele vozidla) stanovilo, že držitel vozidla je povinen dbát toho, aby vozidlo bylo na veřejné silnici řízeno toliko osobami k tomu způsobilými a aby nebylo dáno do provozu na veřejné silnici, nevyhovuje-li buď samo nebo jeho náklad předpisům o silničním provozu a dodává, že to platí také o držiteli zvířete, jehož se užívá v silničním provozu.

#### 141/1960 Sb.
Vyhláška ministerstva vnitra 141/1960 Sb., kterou se vydávají pravidla silničního provozu, obsahovala oddíl 4 (Zvláštní ustanovení pro chodce, pro jízdu na kolech, pro jízdu povozy a ručními vozíky, pro jízdu na zvířatech a pro hnaní a vedení zvířat). Jízda na zvířatech byla vyčleněna do samostatného § 40, hnaní a vedení zvířat do § 41. 
Po silnici směla být zvířata hnána jen tak, aby silniční provoz nebyl ohrožován a aby byl co nejméně omezován. Zvířata musela být doprovázena potřebným počtem způsobilých průvodců. Byla-li zvířata vedena nebo hnána za snížené viditelnosti, musel být průvodce označen svítilnou s bílým nebo slabě žlutým světlem. Koně a skot směli být vedeni, jen byli-li k sobě spřeženi, a to nejvíce po třech zvířatech. Každé spřežení muselo mít průvodce. Nebezpečná zvířata musela být vedena jednotlivě. Za jedoucím povozem směla být přivázána nejvýše tři zvířata.

#### 80/1966 Sb.
Vyhláška ministerstva vnitra 80/1966 Sb., o pravidlech silničního provozu, sloučila jízdu na zvířatech a vedení a hnaní zvířat opět do společného paragrafu, § 46. Poprvé na vedení a hnaní zvířat „přiměřeně“ vztáhl některé povinnosti řidičů: 
- § 6 až 8 (směr a způsob jízdy, jízda v jízdních pruzích)
- § 11 až 18 (vyhýbání, předjíždění, odbočování, řazení před křižovatkou, přednost v jízdě na křižovatce, vjíždění na silnici a vyjíždění z ní, otáčení a couvání, zastavení a stání)
- § 20 (železniční přejezd)
- § 21 (znamení o změně směru jízdy)
- § 27 až 29 (vozidla s právem přednostní jízdy, překážky silničního provozu, dopravní nehody)

Nevztahovaly se na ně například § 9 a 10 (rychlost jízdy, vzdálenost mezi vozidly), § 19 (opuštění vozidla), § 22 (výstražná znamení), § 23 (osvětlení vozidel), § 24 (čerpání pohonných hmot), § 25 (vlečení motorových vozidel), § 26 (omezení jízdy některých vozidel) a dopravní značky a signalizace. 
Zvířata se směla vést, jen byla-li k sobě spřežena, a to nejvíce po dvou zvířatech. Na silnici se směla zvířata hnát jen tak, aby silniční provoz nebyl ohrožován a aby byl co nejméně omezován. Zvířata musela být doprovázena potřebným počtem způsobilých průvodců starších 15 let. 
Za snížené viditelnosti se nesmělo k jízdě na zvířatech a k vedení a hnaní zvířat užívat silnic označených dopravní značkou Silnice I. třídy" nebo Silnice II. třídy. Průvodce vedených a hnaných zvířat musel být označen neoslňujícím bílým světlem.
Na dálnici byly obecně zakázány jízda na zvířatech a hnaní a vedení zvířat (§ 47).

#### 100/1975 Sb.
Vyhláška federálního ministerstva vnitra 100/1975 Sb., o pravidlech silničního provozu, obsahovala opět obdobný § 46 „Jízda na zvířatech a vedení a hnaní zvířat“. 
Zvířata se směla vést jen tehdy, byla-li k sobě spřežena, a to nejvíce po dvou. Na silnici se směla zvířata hnát jen tak, aby silniční provoz nebyl ohrožován a aby byl co nejméně omezován. Zvířata musela být doprovázena potřebným počtem průvodců starších 15 let. Od soumraku do svítání bylo zakázáno užívat k jízdě na zvířatech a k vedení a hnaní zvířat silnic označených jako silnice I. třídy nebo II. třídy anebo jako dálková silnice pro mezinárodní provoz. Průvodce vedených a hnaných zvířat musel být označen neoslňujícím bílým světlem.
Podle společného ustanovení § 47 pokud z ustanovení části V (Zvláštní ustanovení pro některé účastníky silničního provozu) nevyplývá něco jiného, platila pro jízdu na jízdním kole, s potahovými vozidly a ručními vozíky i pro jízdu na zvířatech a pro vedení a hnaní zvířat přiměřeně ustanovení části II (jízda vozidly) a IV (řízení a úprava provozu) vyhlášky (zatímco pro pochodující útvary byla z části II vyjmenována jen konkrétní ustanovení).

#### 99/1989 Sb.
Vyhláška federálního ministerstva vnitra 99/1989 Sb., o pravidlech provozu na pozemních komunikacích (pravidla silničního provozu) obsahovala § 60 „Jízda na zvířatech a vedení a hnaní zvířat“. Pro jezdce na zvířeti a pro průvodce vedených a hnaných zvířat platila přiměřeně práva a povinnosti řidiče podle ustanovení § 8 až 15, § 18 až 23, § 25 až 29, § 34, § 35, § 38 a ustanovení části čtvrté (úprava a řízení provozu). 
Průvodce směl vést nejvýše dvě zvířata, která musela být k sobě spřežena: zvířata se směla vést a hnát jen tak, aby silniční provoz nebyl ohrožován a aby byl co nejméně omezován. Hnaná zvířata musela být doprovázena potřebným počtem průvodců starších 15 let, kteří jsou oprávnění zastavovat vozidla, vyžaduje-li to bezpečnost silničního provozu. 
Průvodce vedených a hnaných zvířat musel být za snížené viditelnosti označen neoslňujícím bílým světlem. Od soumraku do svítání bylo zakázáno užívat k jízdě na zvířatech a k vedení zvířat silnice I. nebo II. třídy anebo silnice pro mezinárodní provoz.
§ 60 odst. 6 uváděl, že další podmínky hnaní zvířat stanoví zvláštní předpisy, což bylo v poznámce doplněno odkazem na § 8 odst. 1 zákona č. 135/1961 Sb., o pozemních komunikacích, ve znění zákona č. 27/1984 Sb. (úplné znění č. 55/1984 Sb.) – ustanovení o zvláštním užívání pozemní komunikace – a § 11 odst. 1 písm. e) vyhlášky č. 35/1984 Sb. (ustanovení prováděcí vyhlášky k témuž), a na § 9 písm. k) vyhlášky, který prováděl § 6 zákona, podle čehož bylo zakázáno hnát dobytek po dálnici, silnici a místní komunikaci budované jako rychlostní komunikace nebo přes ni a její součásti. 

### Aktuální úprava – 361/2000 Sb.
„Průvodce vedených nebo hnaných zvířat“ je definován v § 2 písm. c) zákona č. 361/2000 Sb. jako účastník provozu na pozemních komunikacích, který doprovází zvířata jdoucí jednotlivě nebo ve stádech po pozemní komunikaci, přičemž průvodcem vedených nebo hnaných zvířat není chodec vedoucí psa.
Povinnosti průvodců vedených a hnaných zvířat stanoví spolu s povinnostmi jezdců na zvířatech § 60 zákona č. 361/2000 Sb. Pro průvodce vedených a hnaných zvířat (zcela stejně jako pro jezdce na zvířeti) platí přiměřeně vyjmenované povinnosti řidiče:  
- § 5 odst. 1 písm. b): věnovat se plně řízení vozidla nebo jízdě na zvířeti a sledovat situaci v provozu na pozemních komunikacích.
- § 5 odst. 1 písm. d): dbát zvýšené opatrnosti zejména vůči dětem, osobám s omezenou schopností pohybu a orientace, osobám těžce zdravotně postiženým a zvířatům, brát ohled na vozidlo přepravující děti, řidiče začátečníka nebo osobu těžce zdravotně postiženou označené podle prováděcího právního předpisu a na výcvikové vozidlo označené podle zvláštního právního předpisu
- § 5 odst. 1 písm. f) a g): podrobit se na výzvu policisty, vojenského policisty, zaměstnavatele, ošetřujícího lékaře nebo strážníka obecní policie vyšetření podle zvláštního právního předpisu ke zjištění, zda není ovlivněn alkoholem nebo jinou návykovou látkou (na organizovaný útvar chodců ani na jeho vedoucího se tyto body nevztahují). Průvodce zvířat se sice podle zákona musí na výzvu podrobit vyšetření, avšak nevztahuje se na něj § 1 odst. 2 písm. a) a b), podle nějž by alkoholický nápoj nebo jinou látku obsahující alkohol nebo jinou návykovou látku nesměl požít během jízdy nebo řídit vozidlo nebo jet na zvířeti bezprostředně po požití alkoholického nápoje nebo užití jiné návykové látky nebo v takové době po požití nebo užití, kdy by mohl být ještě pod jejich vlivem.
- § 11 odst. 1: Na pozemní komunikaci se jezdí vpravo, a pokud tomu nebrání zvláštní okolnosti, při pravém okraji vozovky, pokud není stanoveno jinak.
- § 12 Jízda v jízdních pruzích (mimo obec v pravém, kromě objíždění, předjíždění, otáčení nebo odbočování, v obci kterýkoliv, povinnost uvolnit levý krajní pruh rychleji jedoucímu vozidlu, souběžná jízda, přejíždění mezi jízdními pruhy, použití připojovacího pruhu.) Pro útvar chodců neplatí žádné z omezení v užívání levých jízdních pruhů, jaká platí například pro nákladní automobily a těžké jízdní soupravy, pomalé motocykly a cyklisty.
- § 13: jízda podél nástupních a ochranných ostrůvků a tramvají, vjíždění na tramvajový pás
- § 14: vyhrazené jízdní pruhy
- § 15: zastavení za vozidlem hromadné dopravy osob v zastávce
- § 16: objíždění
- § 17: předjíždění (na organizovaný útvar chodců se tento paragraf nevztahuje)
- § 20: vyhýbání
- § 21: odbočování
- § 22: jízda křižovatkou, včetně předností v jízdě
- § 23: vjíždění na pozemní komunikaci
- § 24: otáčení a couvání
- § 25 odst. 1: Řidič smí zastavit a stát jen vpravo ve směru jízdy co nejblíže k okraji pozemní komunikace a na jednosměrné pozemní komunikaci vpravo i vlevo; v jedné řadě a rovnoběžně s okrajem pozemní komunikace; nedojde-li k ohrožení bezpečnosti a plynulosti silničního provozu, smí v obci řidič vozidla o celkové hmotnosti nepřevyšující 3500 kg zastavit a stát kolmo, popřípadě šikmo k okraji pozemní komunikace nebo zastavit v druhé řadě.
- § 25 odst. 2: Ve druhé řadě smí při výkonu taxislužby zastavit řidič taxislužby, je však povinen dbát potřebné opatrnosti, aby neohrozil bezpečnost a plynulost provozu na pozemních komunikacích.
- § 27: zákazy zastavení a stání
- § 28 odst. 1, 2, 4 a 5
  - odst. 1: Před železničním přejezdem si musí řidič počínat zvlášť opatrně, zejména se přesvědčit, zda může železniční přejezd bezpečně přejet.
  - odst. 2: Vozidla se před železničním přejezdem řadí za sebou v pořadí, ve kterém přijela. Nejde-li o souběžnou jízdu nebo o jízdu podle § 12 odst. 2, smějí vozidla přejíždět přes železniční přejezd jen v jednom jízdním proudu.
  - odst. 4: Dojde-li k zastavení vozidla na železničním přejezdu, musí jeho řidič odstranit vozidlo mimo železniční trať, a nemůže-li tak učinit, musí neprodleně učinit vše, aby řidiči kolejových vozidel byli před nebezpečím včas varováni. (Na organizovaný útvar chodců se tento bod nevztahuje.)
  - odst. 5: Před železničním přejezdem, u kterého je umístěna dopravní značka "Stůj, dej přednost v jízdě!", musí řidič zastavit vozidlo na takovém místě, odkud má náležitý rozhled na trať.
- § 29: kdy řidič nesmí vjíždět na železniční přejezd
- § 30: znamení o změně směru jízdy (mj. není-li jimi vozidlo vybaveno nebo při jejich poruše, dává se znamení upažením; vyžadují-li to okolnosti, zejména není-li znamení dávané směrovými světly nebo paží dostatečně viditelné například pro šířku nákladu nebo za snížené viditelnosti, musí se dávat znamení jiným zřetelným způsobem, například způsobilou a náležitě poučenou osobou.)
- § 41 odst. 7: Řidiči ostatních vozidel musí vozidlům s právem přednostní jízdy a vozidlům jimi doprovázeným umožnit bezpečný a plynulý průjezd, a jestliže je to nutné, i zastavit vozidla na takovém místě, aby jim nepřekážela. Do skupiny tvořené vozidly s právem přednostní jízdy a vozidly jimi doprovázenými se řidiči ostatních vozidel nesmějí zařazovat. (Na organizovaný útvar chodců se tento bod nevztahuje.)
- § 42 odst. 2: Řidiči ostatních vozidel musí vozidlu vybavenému zvláštním výstražným světlem oranžové barvy umožnit jízdu nebo pracovní činnost a podle okolností snížit rychlost jízdy, popřípadě i zastavit vozidlo. (Na organizovaný útvar chodců se tento bod nevztahuje.)

Na průvodce vedených nebo hnaných zvířat se nevztahují například tato ustanovení zák. 361/2000 Sb. o povinnostech řidiče: 
- ustanovení platná pouze pro řidiče motorových vozidel (§ 6, 6c) a o kontrole technického stavu vozidla (§ 6a, 6b)
- § 1 odst. 1 písm. a): řidič je povinen užít vozidlo, které splňuje technické podmínky stanovené zvláštním právním předpisem
- § 1 odst. 1 písm. c): řidič je povinen přizpůsobit jízdu technickým vlastnostem vozidla nebo fyzickým vlastnostem zvířete
- § 1 odst. 1 písm. e): řidič je povinen odstranit na místě závadu…
- § 1 odst. 2 písm. i) a j): řidič nesmí řídit vozidlo, na němž jsou nečistoty, námraza nebo sníh, které zabraňují výhledu z místa řidiče vpřed, vzad a do stran, nebo na němž nebo na jehož nákladu je led, který by při uvolnění mohl ohrozit bezpečnost provozu na pozemních komunikacích.
- § 1 odst. 1 písm. i) a j): řidič je povinen zajistit bezpečnost přepravované osoby nebo zvířete a bezpečnou přepravu nákladu, zabezpečit přepravované zvíře…
- § 1 odst. 2 písm. e): řidič nesmí vyhazovat předměty z vozidla
- § 1 odst. 2 písm. a) a b): řidič nesmí požít alkoholický nápoj ani jinou látku obsahující alkohol nebo užít jinou návykovou látku během jízdy a řídit vozidlo nebo jet na zvířeti bezprostředně po požití alkoholického nápoje nebo užití jiné návykové látky nebo v takové době po požití nebo užití, kdy by mohl být ještě pod jejich vlivem
- § 1 odst. 2 písm. c): řidič nesmí řídit vozidlo nebo jet na zvířeti, jestliže je jeho schopnost k řízení vozidla nebo jízdě na zvířeti snížena v důsledku jeho zdravotního stavu,
- § 1 odst. 2 písm. d): řidič nesmí předat řízení vozidla osobě, která k tomu není způsobilá a oprávněná
- § 1 odst. 1 písm. k): řidič je povinen zajistit, aby k jízdě byl přibrán potřebný počet způsobilých a náležitě poučených osob, jestliže to vyžaduje bezpečnost provozu na pozemních komunikacích
- § 1 odst. 1 písm. d): řidič je povinen dbát zvýšené opatrnosti zejména vůči dětem, osobám s omezenou schopností pohybu a orientace, osobám těžce zdravotně postiženým a zvířatům, brát ohled na vozidlo přepravující děti, řidiče začátečníka nebo osobu těžce zdravotně postiženou
- § 1 odst. 1 písm. h): řidič je povinen snížit rychlost jízdy nebo zastavit vozidlo před přechodem pro chodce, sníží-li rychlost jízdy nebo zastaví-li vozidlo před přechodem pro chodce i řidiči ostatních vozidel jedoucích stejným směrem
- § 1 odst. 2 písm. f) a g): řidič nesmí ohrozit nebo omezit chodce, který přechází pozemní komunikaci po přechodu pro chodce nebo který zjevně hodlá přecházet pozemní komunikaci po přechodu pro chodce atd., a ohrozit chodce přecházejícího pozemní komunikaci, na kterou řidič odbočuje, nebo ohrozit chodce při odbočování na místo ležící mimo pozemní komunikaci, při vjíždění na pozemní komunikaci a při otáčení nebo couvání,
- § 1 odst. 2 písm. h): řidič nesmí ohrozit cyklistu přejíždějícího pozemní komunikaci na přejezdu pro cyklisty
- § 1 odst. 1 písm. l): povinnost při nouzovém stání
- § 7 odst. 1 písm. b): řidič nesmí obtěžovat ostatní účastníky provozu na pozemních komunikacích ani jiné osoby zejména nadměrným hlukem, znečišťováním ovzduší, rozstřikováním kaluží, bláta nebo zbytečným ponecháním motoru stojícího vozidla v chodu
- § 7 odst. 1 písm. c): řidič nesmí při jízdě vozidlem držet v ruce nebo jiným způsobem telefonní přístroj nebo jiné hovorové nebo záznamové zařízení
- § 11 odst. 2: Na krajnici smí řidič motorového vozidla vjet jen při zastavení a stání nebo, jestliže je to nutné, při objíždění, vyhýbání, odbočování nebo otáčení.
- § 18: rychlost jízdy
- § 19: vzdálenost mezi vozidly
- § 25 odst. 3–6: při stání a zastavení ponechat volný jízdní pruh, řidič nesmí znemožnit ostatním řidičům vyjetí, odstup od vozidla invalidy, znamení o změně směru jízdy při zajíždění k okraji komunikace a vyjíždění, povinnost neohrozit při vyjíždění ostatní účastníky provozu, povinnost umožnit vyjetí ze zastávky nebo ze zastávkového pruhu řidiči autobusu nebo trolejbusu)
- § 26: otevírání dveří a stěn vozidla, vzdálení od vozidla, nouzové stání
- § 28 mimo odst. 3: omezení rychlosti před přejezdem a na přejezdu. Při přejíždění železničního přejezdu nesmí řidič zbytečně prodlužovat dobu jeho přejíždění.
- § 46: zastavení vozidla v tunelu
- § 31: výstražná znamení
- § 32 a 33: osvětlení vozidel
- § 34: vlečení motorových vozidel
- provoz na dálnici, provoz v obytné, pěší a cyklistické zóně, provoz vozidel v zimním období,
- ustanovení o přepravě osob a nákladu; na jednotlivé chodce v organizovaném útvaru chodců se nevztahují povinnosti přepravované osoby podle § 9 zák. 361/2000 Sb. a nepřímo lze vyvozovat, že ani povinnosti chodce.
- povinnosti řidiče ve vztahu ke světelným signálům podle § 70 a pokynům policisty při řízení provozu podle § 75.
- dopravní značky vztahující se k řidičům nebo vozidlům, zejména značky zakazující vjezd.

Zákon ani jeho prováděcí vyhláška nezmiňují žádnou dopravní značku, která by se týkala specificky průvodců vedených a hnaných zvířat se zvířaty. Zatímco existuje značka stezky pro jezdce na zvířatech, pro vedená a hnaná zvířata obdobná značka neexistuje. 
Vůči průvodcům hnaných zvířat se zvířaty platí povinnosti řidičů: 
- řidič odbočující vlevo musí dát přednost v jízdě protijdoucím průvodcům hnaných zvířat se zvířaty (§ 21 odst. 5)
- řidič přijíždějící na křižovatku po vedlejší pozemní komunikaci označené dopravní značkou „Dej přednost v jízdě!“ nebo „Stůj, dej přednost v jízdě!“ musí dát přednost v jízdě průvodcům hnaných zvířat se zvířaty přicházejícím po hlavní pozemní komunikaci (§ 22 odst. 1). Nevyplývá-li přednost v jízdě na křižovatce z tohoto ustanovení, musí dát řidič přednost v jízdě průvodcům hnaných zvířat se zvířaty přicházejícím zprava (ů 22 odst. 2).
- řidič vjíždějící na kruhový objezd označený dopravními značkami „Kruhový objezd“ společně se značkou „Dej přednost v jízdě!“ nebo „Kruhový objezd“ společně se značkou „Stůj, dej přednost v jízdě“ musí dát přednost v jízdě průvodci vedených a hnaných zvířat se zvířaty jdoucími po kruhovém objezdu (§ 22 odst. 5].
- při vjíždění z místa ležícího mimo pozemní komunikaci na pozemní komunikaci nebo z účelové pozemní komunikace nebo ze stezky pro cyklisty nebo z obytné nebo pěší zóny na jinou pozemní komunikaci musí dát řidič přednost v jízdě průvodcům hnaných zvířat se zvířaty jdoucím po pozemní komunikaci (§ 23 odst. 1).

Povinnosti vůči průvodcům se zvířaty se týkají pouze průvodců hnaných zvířat. Průvodce vedených zvířat je tedy v rozporuplném postavení, kdy sice sám má dle pravidel provozu povinnosti řidiče, včetně povinností dávat přednost v jízdě, avšak řidiči ostatních vozidel mu nejsou povinni dávat přednost. V předchozích vyhláškách povinnosti ostatních řidičů vůči průvodci zvířat se zvířaty nebyly stanoveny vůbec. Průvodce vedených zvířat smí vést nejvýše dvě zvířata, která musí být k sobě spřažena (§ 60 odst. 8). 
Průvodce vedených nebo hnaných zvířat musí být osoba starší 15 let. Vyžaduje-li to bezpečnost provozu na pozemních komunikacích, je průvodce vedených nebo hnaných zvířat při doprovodu zvířat oprávněn zastavovat vozidla (§ 60 odst. 6, § 79 odst. 1 písm. h). Zvířata se smějí vést nebo hnát rychlostí chůze a jen tak, aby provoz na pozemní komunikaci nebyl ohrožován a aby byl co nejméně omezován (§ 60 odst. 7). 
Hnaná zvířata ve stádu musí být doprovázena potřebným počtem průvodců hnaných zvířat a musí být rozdělena na vhodně dlouhé skupiny oddělené od sebe dostatečně velkými mezerami (§ 60 odst. 8).
Průvodce vedených a hnaných zvířat musí být za snížené viditelnosti označen neoslňujícím bílým světlem (§ 60 odst. 10). Zákon nestanoví žádné osvětlení vedených nebo hnaných zvířat ani jejich označení reflexními prvky. 
Od soumraku do svítání je zakázáno užívat k vedení zvířat silnice I. nebo II. třídy (§ 60 odst. 10, o hnaných zvířatech se toto ustanovení nezmiňuje).

## Slovenská právní úprava
Na Slovensku byla právní úprava v rámci Československa přinejmenším od roku 1951 shodná jako v Česku. V současnosti tam platí zákon č. 8/2009 Z.z., o cestnej premávke a o zmene a doplnení niektorých zákonov, v němž o jízdě na zvířatech a vedení a hnaní zvířat pojednává § 57. 
Pro průvodce vedených a hnaných zvířat přiměřeně platí práva a povinnosti řidiče podle tohoto zákona – konkrétní ustanovení či části zákona však nejsou vyjmenovány. 
Průvodce smí vést nejvýše dvě zvířata, která musí být navzájem spřažená. Zvířata smějí být vedena a hnána jen tak, aby provoz na cestě nebyl ohrožován a aby byl co nejméně omezován. Hnaná zvířata přitom musí být rozdělena na vhodně dlouhé skupiny a oddělena od sebe dostatečně velkými mezerami. Hnaná zvířata nesmí doprovázet osoby mladší 15 let. Počet doprovázejících osob musí být dostatečný k zabezpečení usměrněného pohybu zvířat. Za snížené viditelnosti musí mít průvodce na sobě viditelně umístěné reflexní prvky nebo oblečený reflexní bezpečnostní oděv. 
Na jízdu na zvířeti a vedení a hnaní zvířat se vztahuje zákaz podle § 39 odst. 8 – zákaz jízdy potahovým vozidlům a ručním vozíkům o celkové šířce větší než 600 mm na silnicích I. třídy, ve vymezených časech (pondělí až pátek od 7 do 9 hodin, v pátek a dny pracovního klidu od 16 do 20 hodin) i na silnicích II. třídy. 
§ 63 odst. 1 pism. b) dává průvodci vedených nebo hnaných zvířat právo dávat pokyny k zastavení vozidla, pokud to vyžaduje bezpečnost silničního provozu. 